# Epipactis helleborine
La heleborina de hojas anchas (Epipactis helleborine) es una especie de orquídeas terrestres, del género Epipactis.

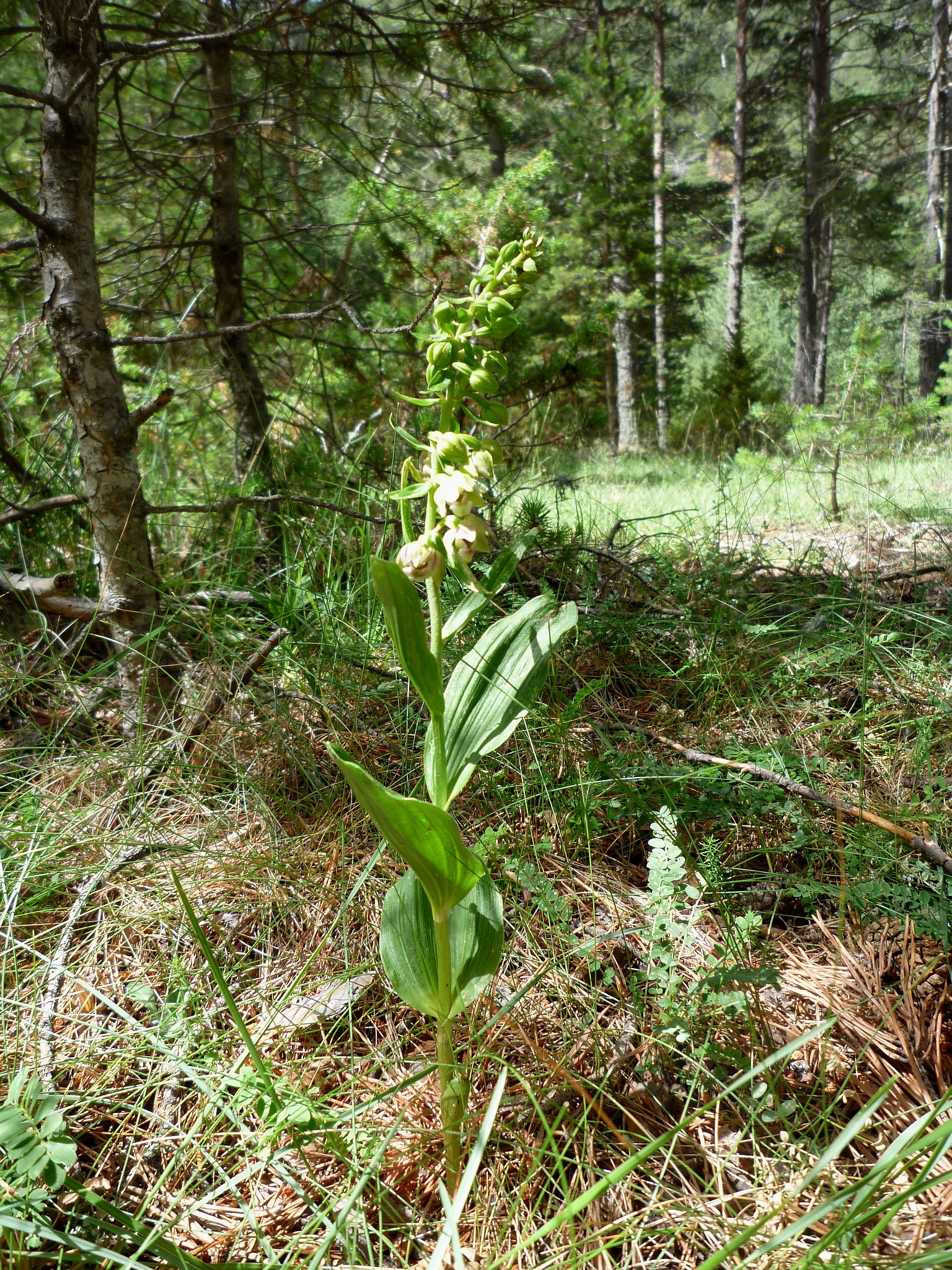
Vista de la planta

## Descripción

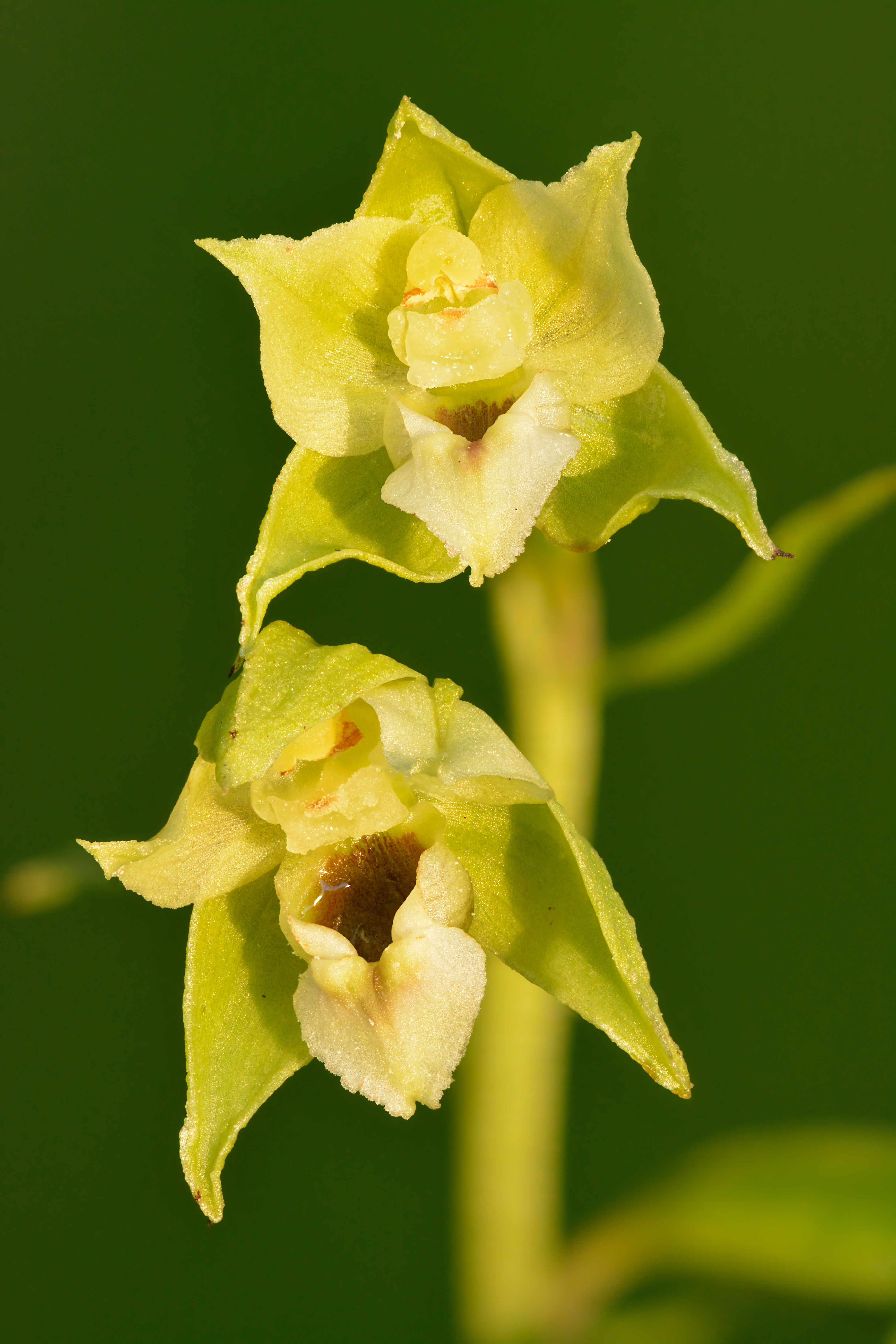
Flores

Es hemicriptófita; sus rizomas carnosos y rastreros desarrollan renuevos, brotando en primavera un tallo anual de unos  20-70 cm de longitud.
Presentan de 4 a 8 hojas lanceoladas, alternas, que se desarrollan sucesivamente cada vez más cortas hasta cerca del extremo del tallo. Sus márgenes son enteros, el extremo picudo.
La inflorescencia en racimo consta de flores simétricas bilaterales con un atrayente colorido. Los 3 sépalos y los 2 pétalos laterales son ovoides y acuminados. Su color puede variar de verde blanquecino, a verde intenso, con manchas violeta o púrpura.
El labelo está dividido por un hipoquilo con forma de bola,  con la superficie externa de un verde blanquecino y surcado con venas oscuras. El epiquilo de un blanco amarillento es ondulado con forma de abanico.
El ovario es infero. Produce una cápsula seca con incontables semillas diminutas.

## Hábitat

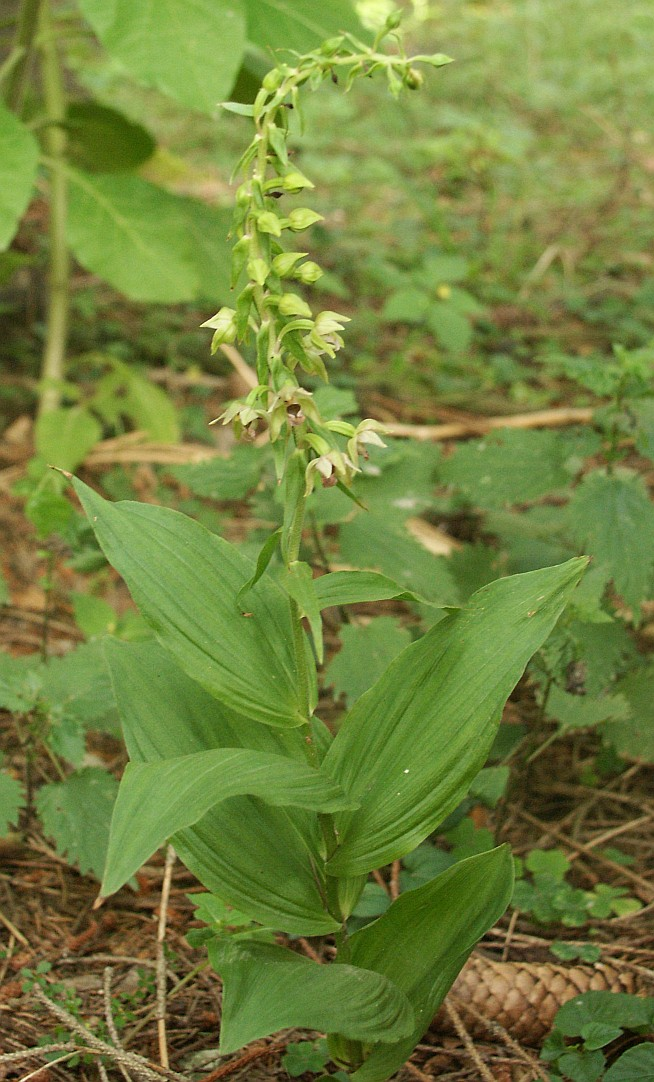
Epipactis helleborine
plantas y hábitat

Se distribuye en las zonas templadas y subtropicales del norte de África, Europa, Siberia y centro de China, encontrándose en bosques y en espacios abiertos, con desarrollo bajo tierra, en suelos calcáreos, y a menudo en dunas húmedas cerca del mar. 

## Taxonomía
La especie fue descrita inicialmente como Serapias helleborine por Carlos Linneo y publicado en Species Plantarum 2: 949, en 1753, actualmente, es tanto un sinónimo como el basónimo de esta. Finalmente, sería transferido al género Epipactis por Heinrich Johann Nepomuk von Crantz en Stirpium Austriarum Fasciculus 2: 467, pl. 57, en 1769.
Etimología
Ver: Epipactis
helleborine: epíteto que proviene de un cierto parecido a las hojas de algunos "helleboros" (eléboro blanco - Veratrum album) . 
Híbridos con Epipactis helleborine
- Epipactis × amigoi (Epipactis helleborine × Epipactis kleinii) (Europa)
- Epipactis × barlae (Epipactis helleborine × Epipactis microphylla) (centro de Europa)
- Epipactis × breinerorum (Epipactis helleborine subsp. helleborine × Epipactis greuteri) (EC. Europa)
- Epipactis × bruxellensis (Epipactis helleborine × Epipactis phyllanthes) (W. Europa)
- Epipactis × gevaudanii (Epipactis helleborine × Epipactis rhodanensis) (Francia)
- Epipactis x nicolosii M.P.Grasso & Grillo (Epipactis helleborine (L.) Crantz × Epipactis meridionalis H. Baumann & R. Lorenz) (Sicilia)
- Epipactis × populetorum ( Epipactis helleborine × Epipactis hispanica) (España)
- Epipactis × reinekei (Epipactis helleborine × Epipactis muelleri) (Europa)
- Epipactis × schmalhausenii (Epipactis helleborine × Epipactis atrorubens) (Europa)
  - Epipactis × schmalhausenii nothosubsp. fleischmannii (Epipactis helleborine ssp. orbicularis × Epipactis atrorubens) (Europa). Hemicriptofita o rizoma geofito
- Epipactis × soguksuensis(Epipactis helleborine × Epipactis turcica) (Turquía)
- Epipactis × stephensonii (Epipactis helleborine × Epipactis leptochila) (Europa)
- Epipactis × trikalana (Epipactis helleborine × Epipactis thessala) (Grecia)
- Epipactis × vermionensis (Epipactis helleborine ×  Epipactis gracilis) (Grecia)

Sinonimia

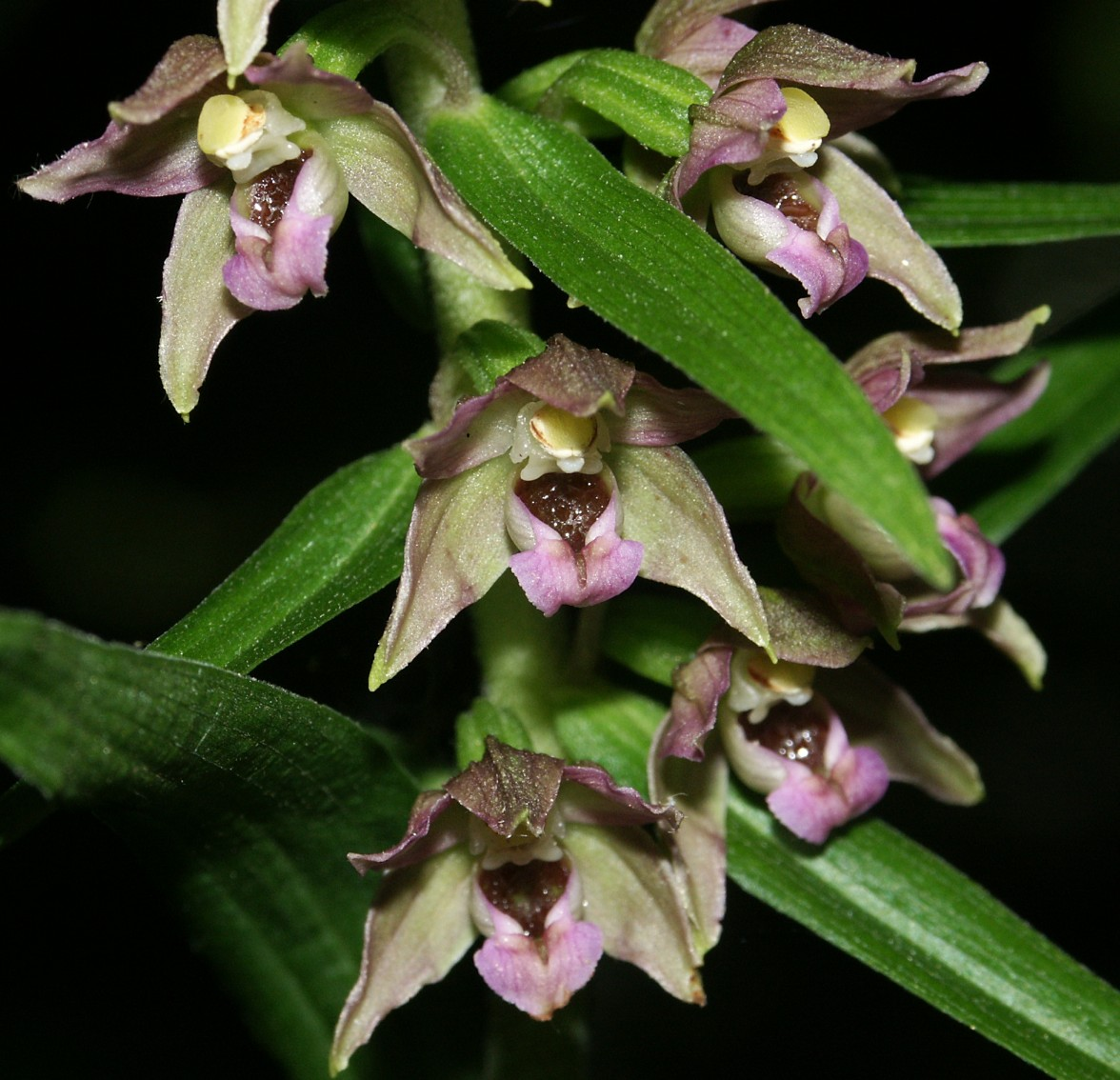

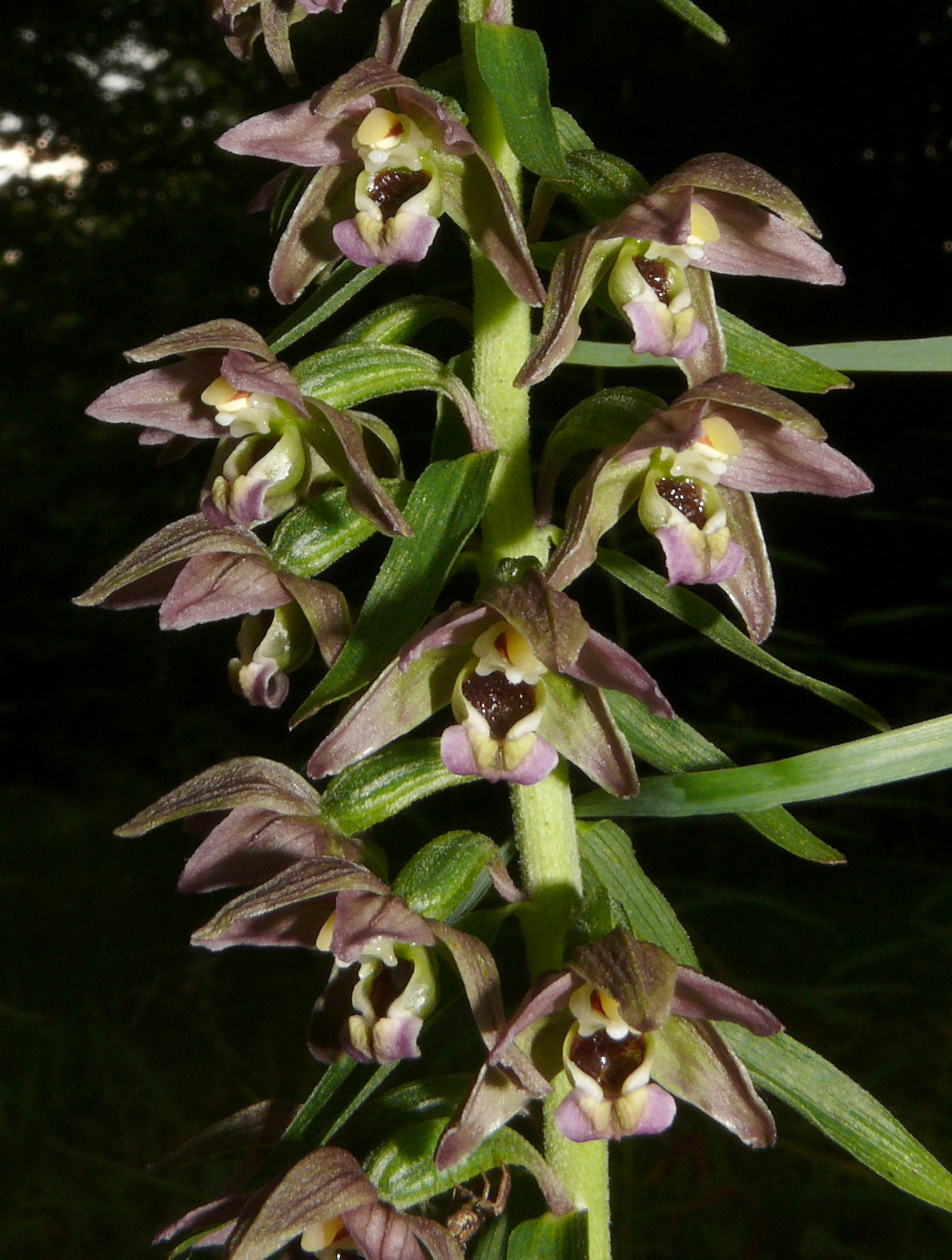

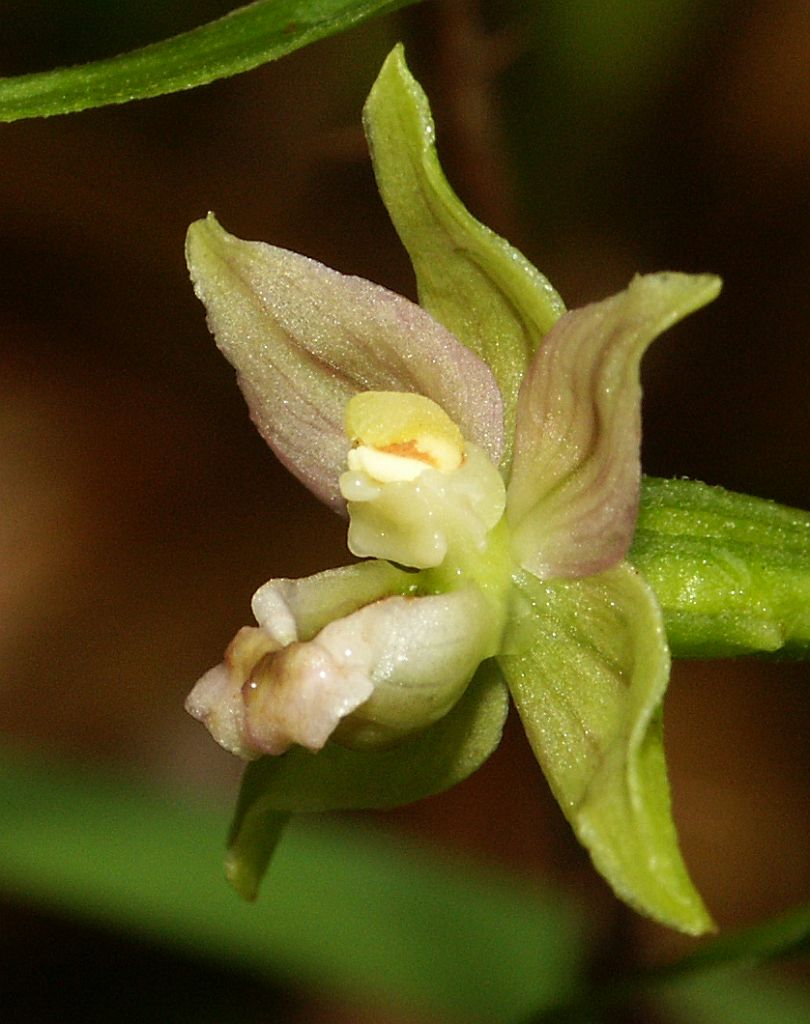

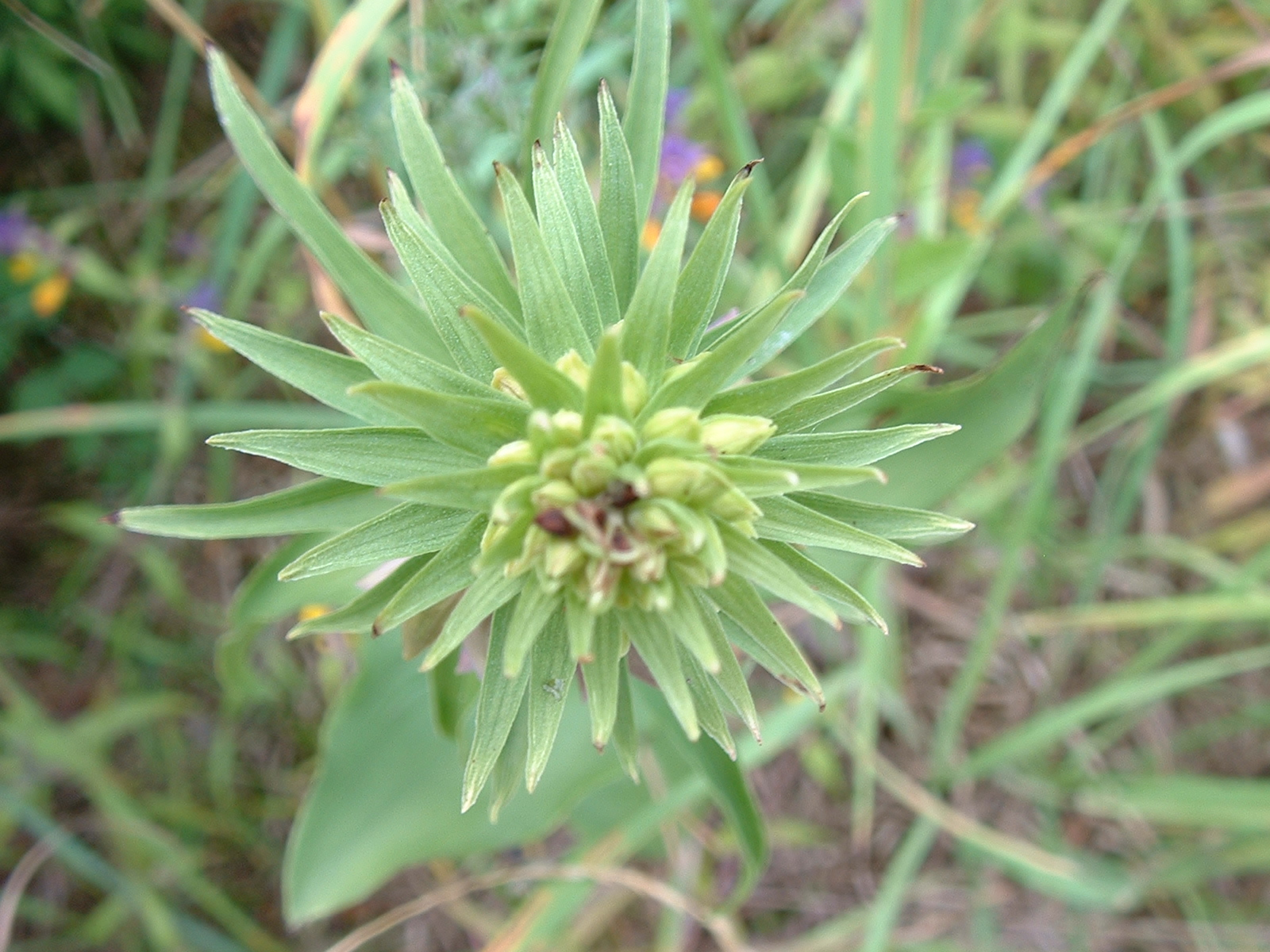

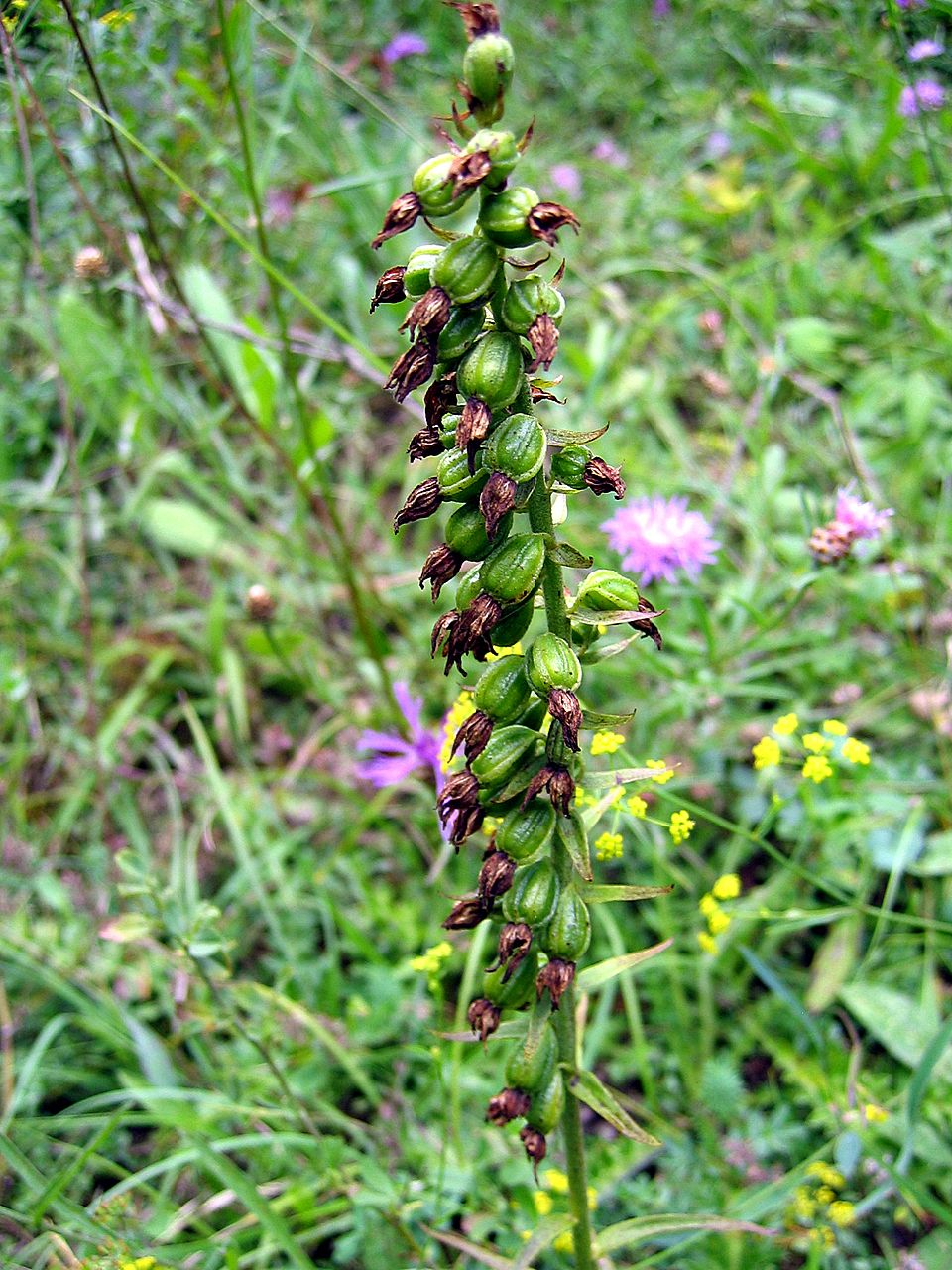

- Amesia consimilis (D.Don) A.Nelson & J.F.Macbr. 1913
- Amesia discolor (Kraenzl.) Hu 1925
- Amesia latifolia (L.) A.Nelson & J.F.Macbr. 1913
- Amesia latifolia f. monotropoides Mousley 1927
- Amesia orbicularis (K.Richt.) A.Nelson & J.F.Macbr. 1913
- Amesia pycnostachys (K.Koch) A.Nelson & J.F.Macbr. 1913
- Amesia squamellosa (Schltr.) Hu 1925
- Amesia tangutica (Schltr.) Hu 1925
- Amesia yunnanensis (Schltr.) Hu 1925
- Calliphyllon latifolium (L.) Bubani 1901
- Cymbidium latifolium Sw. 1799
- Epipactis atroviridis Linton 1903
- Epipactis consimilis D.Don 1825
- Epipactis dalhousiae Wight 1851
- Epipactis discolor Kraenzl. 1921
- Epipactis helleborine f. alba (Webster) B.Boivin 1967
- Epipactis helleborine f. albifolia M.R.Lowe 1990
- Epipactis helleborine f. luteola P.M.Br. 1996
- Epipactis helleborine f. monotropoides (Mousley) Scoggan 1978;
- Epipactis helleborine f. variegata (Webster) B.Boivin 1967;
- Epipactis helleborine subsp. latina W.Rossi & E.Klein 1987;
- Epipactis helleborine subsp. minor (K.Engel) K.Engel 1992
- Epipactis helleborine subsp. neerlandica (Verm.) Buttler 1986
- Epipactis helleborine subsp. orbicularis (K.Richt.) E.Klein 1997
- Epipactis helleborine subsp. renzii (Robatsch) Løjtnant 1996
- Epipactis helleborine subsp. viridis Soó 1969
- Epipactis helleborine var. herbacea (Lindl.) S.N.Mitra 1973
- Epipactis helleborine var. intrusa (Lindl.) S.N.Mitra 1973
- Epipactis helleborine var. minor K.Engel 1984
- Epipactis helleborine var. neerlandica Verm. 1949
- Epipactis helleborine var. orbicularis Soó ?
- Epipactis helleborine var. platyphylla Irmisch 1842
- Epipactis helleborine var. renzii (Robatsch) J.Claess. Kleynen & Wielinga 1998
- Epipactis helleborine var. tangutica (Schltr.) S.C.Chen & G.H.Zhu 2003
- Epipactis helleborine var. thomsonii (Hook.f.) S.N.Mitra 1973
- Epipactis helleborine var. viridans Crantz 1769
- Epipactis herbacea Lindl. 1839
- Epipactis intrusa Lindl. 1857
- Epipactis latifolia (L.) All., nom. illeg. 1785
- Epipactis latifolia f. alba Webster 1898
- Epipactis latifolia var. intrusa (Lindl.) Hook.f. 1890
- Epipactis latifolia var. thomsonii Hook.f. 1890
- Epipactis latina (W.Rossi & E.Klein) B.Baumann & H.Baumann 1988
- Epipactis ligulata Hand.-Mazz. 1936
- Epipactis macrostachya Lindl. 1840
- Epipactis micrantha E.Peter 1937
- Epipactis monticola Schltr. 1924
- Epipactis nephrocordia Schltr. 1924
- Epipactis orbicularis K.Richt. 1887
- Epipactis neerlandica (Verm.) Devillers-Tersch. & Devillers 1991
- Epipactis ovalis Bab. in J.Sm. 1843
- Epipactis pycnostachys K.Koch 1849
- Epipactis renzii Robatsch 1988
- Epipactis squamellosa Schltr. 1919
- Epipactis tangutica Schltr. 1919
- Epipactis tremolsii subsp. latina (W.Rossi & E.Klein) S.Hertel & Riech. 2003
- Epipactis uliginosa Vest 1825
- Epipactis viridans Beck ?
- Epipactis viridiflora Rupr. 1847
- Epipactis voethii Robatsch 1993
- Epipactis youngiana A.J.Richards & A.F.Porter 1982
- Epipactis yunnanensis Schltr. 1919
- Helleborine atroviridis (Linton) F.Hanb. 1908
- Helleborine consimilis (D.Don) Druce 1909
- Helleborine helleborine (L.) Druce 1925
- Helleborine latifolia (All.) Druce 1907
- Helleborine macrostachya (Lindl.) Soó 1929
- Helleborine nephrocardia (Schltr.) Soó 1929
- Helleborine orbicularis (K.Richt.) Druce 1908
- Helleborine ovalis (Bab.) Druce 1905
- Helleborine pycnostachys (K.Koch) Druce 1909
- Helleborine squamellosa (Schltr.) Soó 1929
- Helleborine tangutica (Schltr.) Soó 1929
- Helleborine varians Soó 1928
- Helleborine viridans (Crantz) Samp. 1913
- Helleborine yunnanensis (Schltr.) Soó 1929
- Limodorum latifolium (L.) Kuntze 1891
- Serapias consimilis (D.Don) A.A.Eaton 1908
- Serapias helleborine L. 1753
- Serapias helleborine var. latifolia L. 1753
- Serapias latifolia (L.) Huds. 1762
- Serapias memoralis Salisb. 1796[3]